# Шмелевидка хорватская
Шмелевидка хорватская (лат. Hemaris croatica)  — вид бабочек рода шмелевидки из семейства Бражники (подсемейство Macroglossinae).

## Описание
Размах крыльев 36—64 мм (подвид H. croatica croatica) и 65—71 мм (H. croatica fahira). Внешне напоминают шмелей (брюшко сверху пушистое, усики веретеновидные). Пьют нектар не садясь на цветки, а зависают возле них в воздухе.
В северной и горной части ареала бывает одно поколение, появляющееся в июле. В южных зонах — два поколения, летают с мая до август. Гусеницы питаются на растениях родов Scabiosa, Cephalaria и Asperula.

## Распространение
Западная Палеарктика: Балканы, Иран, Израиль, Кавказ, Турция. Отдельные находки столетней давности делались в России (Нижнее Поволжье) и Украине. В России встречается от окрестностей Ростова до Южного Приуралья.

## Подвиды
- Hemaris croatica croatica
- Hemaris croatica fahira de Freina, 2004 (Иран)